# Andrija Gusić
Andrija Gusić Turanjski (? – 27. kolovoza 1657.), hrvatski plemić i otočki kapetanod 1648. do svoje smrti, iz hrvatskog plemićkog roda Gusića.
Poslije pada Gusić-grada kojeg su osvojili i razorili Turci, Gusići su se preselili iz Krbave u Gacku i preuzeli obranu ostataka Hrvatskog Kraljevstva. Prvotno je bio kapetan kaštela Hojsić.
Godine 1655. Andrija je doživio strašan poraz od Turaka u kojem je izgubio 250 Otočana i Senjana, ali se osvetio već iste godine kada je potukao Turke. Također je 1657. godine s vojskom od 200 pješaka i 100 konjanika pobijedio 6000 turskih vojnika.
Dobio je naslov baruna.